# Anthracoceros marchei
Anthracoceros marchei е вид птица от семейство Носорогови птици (Bucerotidae). Видът е световно застрашен, със статут Уязвим.

## Разпространение
Разпространен е във Филипините.